# C11H10O5
化学式C11H10O5（摩尔质量：222.196 g/mol）可以指以下化合物：

## 香豆素衍生物
- 秦皮啶（8-羟基-6,7-二甲氧基香豆素），CAS号：525-21-3
- 异秦皮啶（7-羟基-6,8-二甲氧基香豆素），CAS号：486-21-5
- 白蜡树精（6-羟基-5,7-二甲氧基香豆素），CAS号：486-28-2
- 乌姆卡林（5-甲氧基莨菪亭，7-羟基-5,6-二甲氧基香豆素），CAS号：43053-62-9

## 其它
|  | 这个同类索引页列出了具有相同分子式的化学物（即同分異構體）条目。 除非您是有意链接至本页，否则应将相应条目的内部链接指向正确的条目。 |